# Gerard DuGalle
El almirante Gerard DuGalle es un personaje ficticio de la serie de videojuegos StarCraft. Según se sabe, su edad es 64 años. Conocido por ser uno de los más brillantes militares de la Tierra, fue designado el Comandante Supremo del Ejército Colonizador del Directorio de la Unión Terrestre, cuyo objetivo era derrocar al Emperador Arcturus I y neutralizar toda amenaza alienígena. En ocasiones aparece sobre la nave insignia de su flota, el crucero de batalla Aleksander.

## Historia en el juego
Debido a la maestría táctica, este Almirante fue elegido el Comandante Supremo del ejército de liberación del DUT, junto con su amigo desde la niñez Alexei Stukov, que estaba segundo al mando como Vicealmirante. DuGalle comandaba sus fuerzas desde la nave insignia del DUT, el Aleksander, un Crucero de Batalla.
Al primer planeta al que llegó fue a Braxis, allí sus fuerzas hicieron un bloqueo en el planeta para no dejar escapar al Dominio Terran al saber que se había formado. Sus fuerzas consiguen importantes victorias contra los enemigos del DUT, aliándose con el enigmático Samir Duran, quién se presenta ante él como un oficial de la Ex-Confederación. Las tropas de DuGalle tomaron el control de la capital Boralis, aunque al parecer nunca se logró la conquista total del planeta.
El siguiente ataque fue al planeta limítrofe del Dominio, Dylar IV. Allí un escuadrón táctico tomó el mando de una gran cantidad de naves del Dominio. Es allí donde se encuentra con Edmund Duke, el segundo al mando del Dominio. Sus naves son repelidas y se ve obligado a retirarse.
Cuando Kerrigan traiciona a sus aliados Los Jinetes de Raynor y a los Protoss, entonces éstos se dan cuenta de que fueron utilizados por Kerrigan para debilitar a DuGalle, por lo cual este se alía a sus antiguos enemigos contra los Zerg de Kerrigan, sufre una crítica derrota en las plataformas espaciales de Char y una gran parte de las fuerzas que le quedaban en el Sector Koprulu son destruidas. En vano, los sobrevivientes tratan de regresar a La Tierra pero son destruidos por los enjambres Zerg.
Según el epílogo, antes del ataque, DuGalle se suicida a bordo del Aleksander. Tras su muerte, un pequeño grupo de transportes cargados intentan regresar con algunas naves de batalla seriamente dañadas. Kerrigan, que sabe esto, envía enjambres Zerg contra lo que queda del DUT y ninguna nave logra retornar a La Tierra exceptuando las últimas transmisiones de radio de la destruida flota del DUT, entre las que se hallan un mensaje de DuGalle a su esposa en La Tierra, pero este se suicida justo antes de enviar el mensaje.